# Rappresentazione sociale
Una rappresentazione sociale o rappresentazione collettiva è un insieme di valori, idee, metafore, immagini, narrazioni, credenze e pratiche condivise tra i membri di gruppi sociali e comunità.

## Descrizione
Le rappresentazioni sociali (o teorie del senso comune) vengono costruite per la necessità di prendere decisioni importanti e per gestire la mancanza di informazioni precise, a livello individuale, su un tema di interesse collettivo. Esprimono la "costruzione" di un oggetto sociale, modificabile e reinterpretabile, da parte di una comunità. Una finalità di ciò sta nel poter comunicare sull'oggetto costruito socialmente.
(Durkheim, Le Regole del Metodo Sociologico, 1895)
Lo psicologo Serge Moscovici contrappose questo concetto a quello originario di Émile Durkheim.
(Moscovici, Le rappresentazioni sociali, 1989)
Lo storico Marc Bloch, a proposito delle rappresentazioni sociali disse che sono le fondamenta delle notizie false, perché queste ultime vengono elaborate partendo dall'immaginazione (idee, immagini ecc.) preesistente.
Principio organizzatore delle rappresentazioni sociali è la percezione di responsabilità da parte dell'individuo; attraverso un processo definito oggettivazione le rappresentazioni sociali entrano nella vita quotidiana e assumono carattere di concretezza.
Willem Doise, in un'ottica sociodinamica che vede il legame tra le regolazioni sociali e funzionamento cognitivo quale generatore delle rappresentazioni sociali, puntualizza tre assunzioni principali:
- Le rappresentazioni sociali possono essere considerate come principi organizzatori delle relazioni simboliche fra individui e gruppi, in quanto i diversi membri di un gruppo condividono delle conoscenze comuni sull'oggetto a cui si riferiscono nel corso delle conversazioni.
- Si organizzano delle differenze nelle prese di posizione individuali entro l'ambito della conoscenza condivisa, in funzione della intensità della loro adesione ai vari aspetti della rappresentazione sociale.
- Tali differenze fra le prese di posizione individuali sono ancorate alle appartenenze a gruppi, alle realtà simboliche che questi elaborano, ad esperienze sociopsicologiche condivise in diversa misura dagli individui, alle loro credenze circa la realtà sociale.